# Polyschista curacaoensis
Polyschista curacaoensis är en djurart som tillhör fylumet slemmaskar, och som beskrevs av Stiasny-Wijnhoff 1925. Polyschista curacaoensis ingår i släktet Polyschista och familjen Drepanophoridae. Inga underarter finns listade i Catalogue of Life.